# Fundació Pilar i Joan Miró a Mallorca

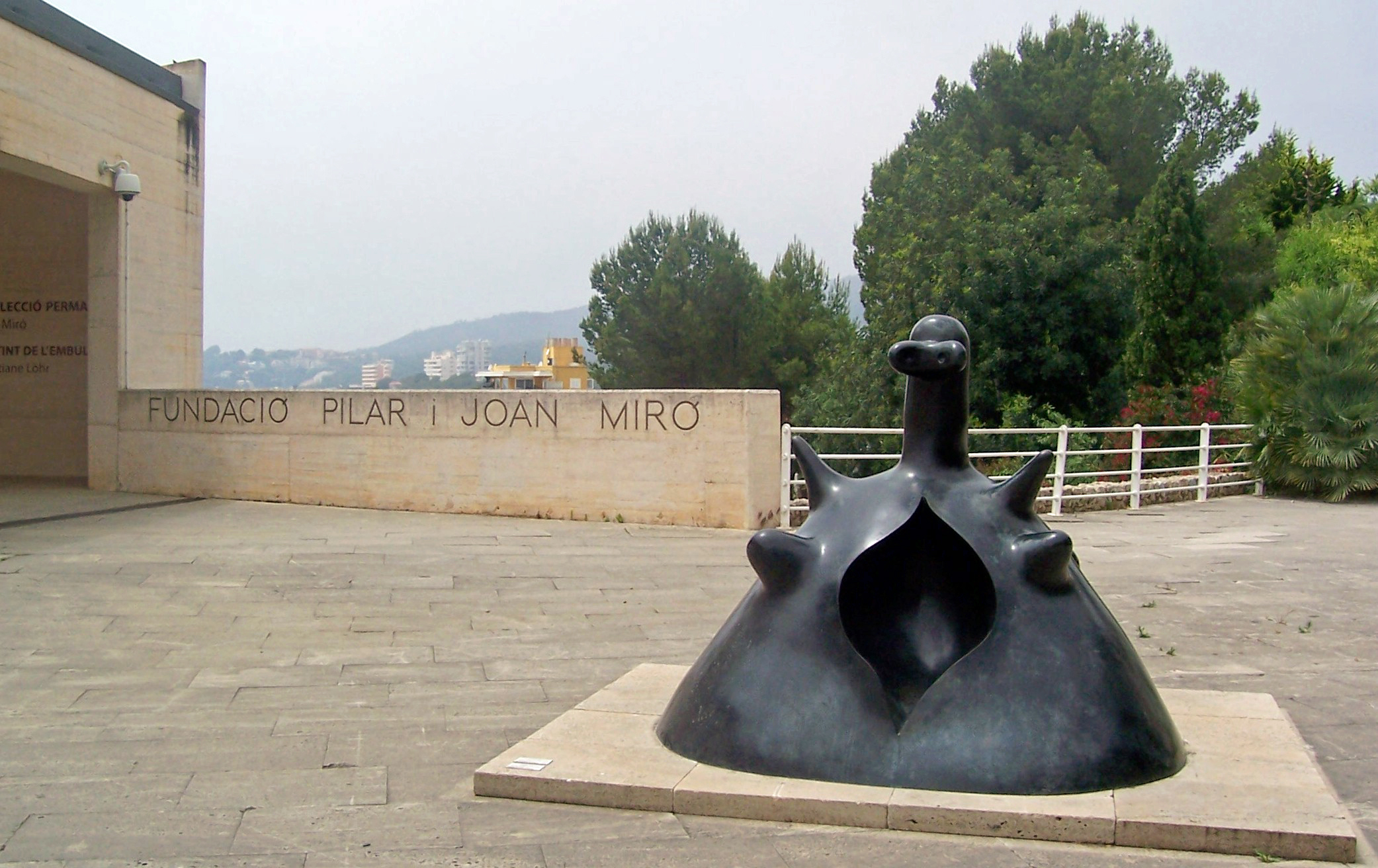
Eingang zum Museum mit einer Skulptur Mirós

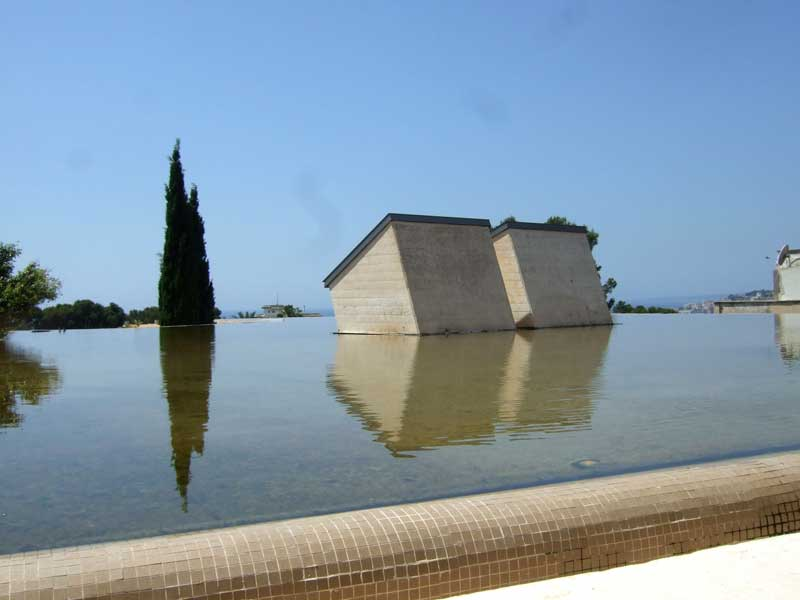
Dach des Stiftungsgebäudes

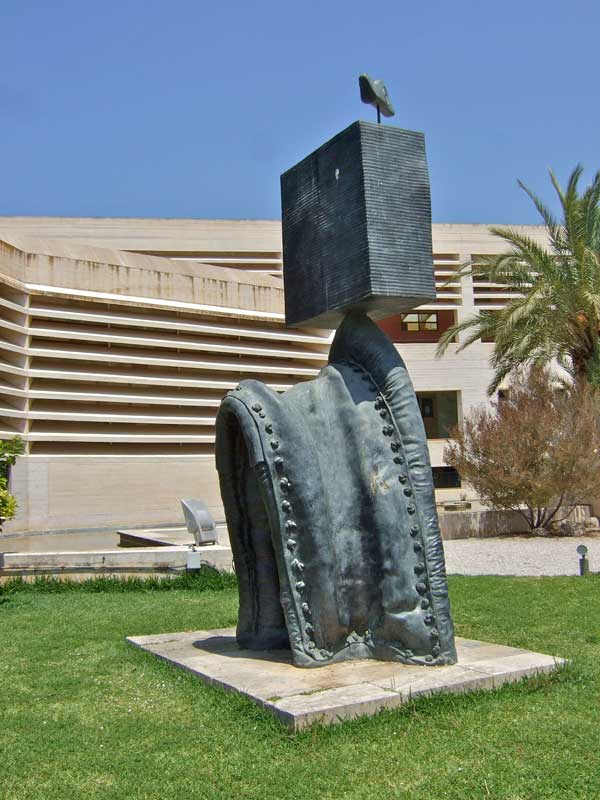
Blick in den Skulpturenpark (Skulptur Personnage gothique)

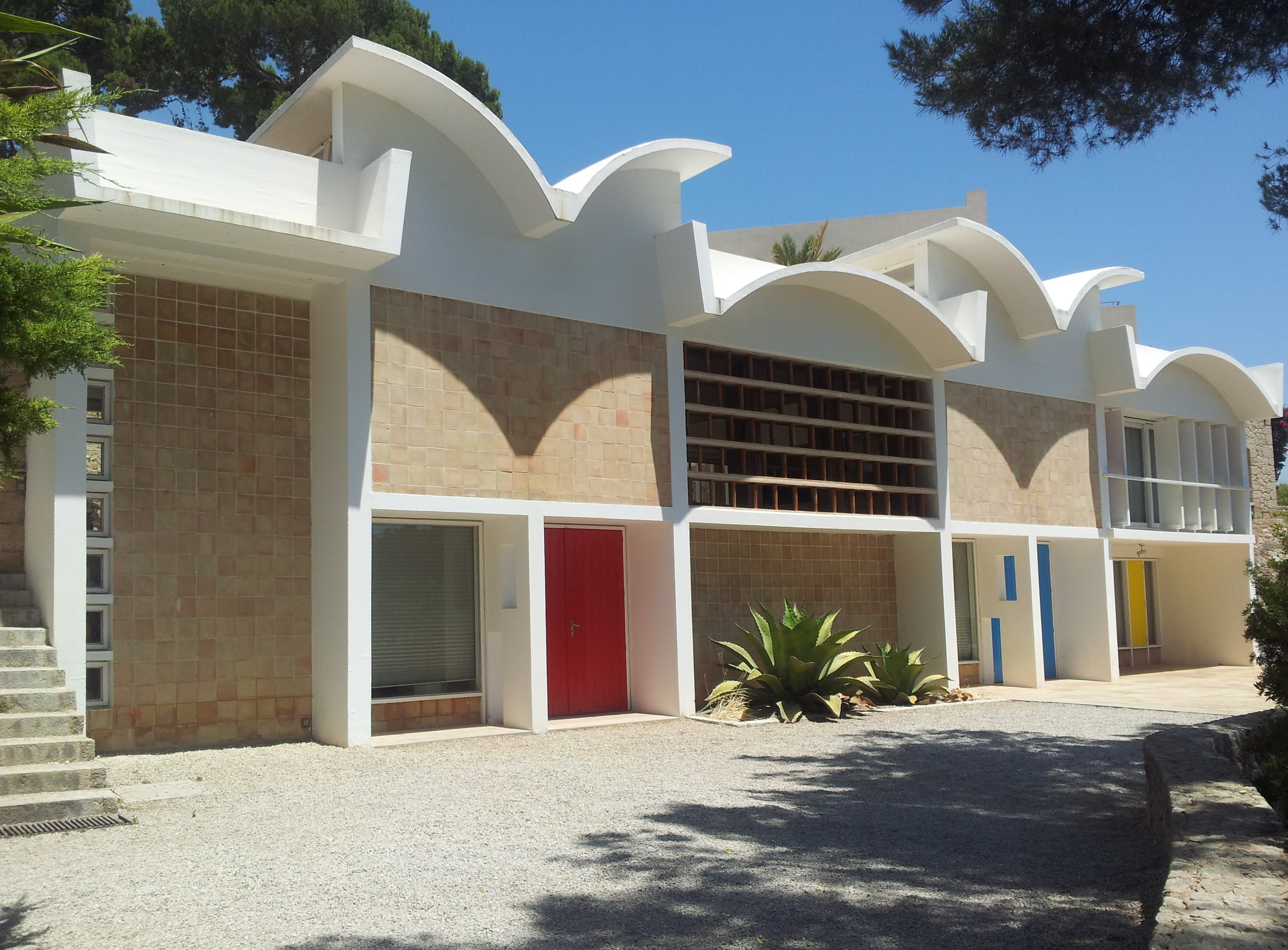
Studio Sert

Die Stiftung Fundació Pilar i Joan Miró a Mallorca wurde 1981 von dem katalanischen Maler Joan Miró und dessen Frau Pilar Juncosa in der mallorquinischen Hauptstadt Palma (Cala Major) gegründet.

## Geschichte
Da Miró während seines ganzen Lebens eine enge Beziehung zu Mallorca pflegte − seine Mutter und seine Frau stammten von Mallorca –, ließ er sich 1956 endgültig auf Mallorca nieder. Nach der Fertigstellung seines Hauses Son Abrines und seiner Werkstatt Sert nahm er seine intensive künstlerische Tätigkeit auf, die Malerei, Bildhauerei, Keramik, Wandmalereien und weitere Techniken und Formen umfasste.
Der Wunsch Mirós und seiner Frau war es, die Ateliers der Stadt Palma zu vermachen. 

„ […] Ich wünsche nicht, dass eines Tages an dieser Stelle irgendeiner dieser schrecklichen Wolkenkratzer gebaut werde, die mich von allen Seiten umringen […]. Die Idee, dass eines Tages ein Vorschlaghammer die Wände von Son Boter niederreißen und die Bilder dort für immer verloren gehen könnten, verfolgt mich Tag und Nacht […]“
Im Jahr 1992 kam ein von dem Architekten Rafael Moneo erbautes Museum als Stiftungssitz hinzu. Hauptziel der Stiftung ist die Anregung von neuen Generationen von Künstlern und die Forschungsförderung zu den Arbeiten von Miró. Es sollte ein „typisches Museumsformat vermieden“ werden, stattdessen sollte ein dynamisches Zentrum entstehen. In den Bestand wurden 2.500 Werke von Miró eingebracht sowie Hunderte von Objekten, die der Künstler sammelte.  Es werden laufend Lehrprogramme und Kurse im Bereich der grafischen Künste (Gravur, Lithografie, Siebdruck, Fotografie sowie in den neuen Digitaltechniken) angeboten.

## Bibliothek und Dokumentationszentrum
Die Bibliothek sowie das Dokumentationszentrum der  Fundació ist für jedermann zugänglich und spezialisiert auf Joan Miró und die Moderne Kunst. Verfügt über mehr als 12.000 Dokumente, die eingesehen werden können.

### Gliederung und Abteilungen
- Auf Miró spezialisierte Abteilung
- Didaktische Abteilung
- Büchersammlung von Joan Miró
- Katalog der Bücher über Moderne Kunst und andere Kreationen
- Fachzeitschriften aus dem In- und Ausland

### Dienstleistungen
- Computerabfrage des Bestands der Bibliothek
- Einsicht im Lesesaal der Bibliothek
- Ansicht von CD-Roms und Videos
- Chronologische und thematische Einsicht in Zeitungsausschnitte
- Periodische Herausgabe eines Nachrichtenmagazins
- Ausleihe zwischen anderen Bibliotheken
- Bibliothekarischer Referenzdienst
- Fotokopien

## Studio Sert
Das Studio Sert war die eigentliche Werkstatt Mirós. Der Architekt Josep Lluís Sert entwarf diesen Bau 1956, der von außen an den Stil von Le Corbusier erinnert. Das Innere spiegelt den Stil und die Arbeitsweise des Künstlers wider – die simultane Schöpfung mehrerer Kunstwerke.

## Son Boter
1959 erwarb Miró die benachbarte Finca Son Boter und gliederte sie in sein Anwesen ein, um dort ein zweites Studio für Malerei und Bildhauerei einzurichten. Hier hinterließ er zahlreiche Grafiken an den Wänden, die meisten davon Entwürfe und Detailzeichnungen für Skulpturen.